# Randow (Adelsgeschlecht)

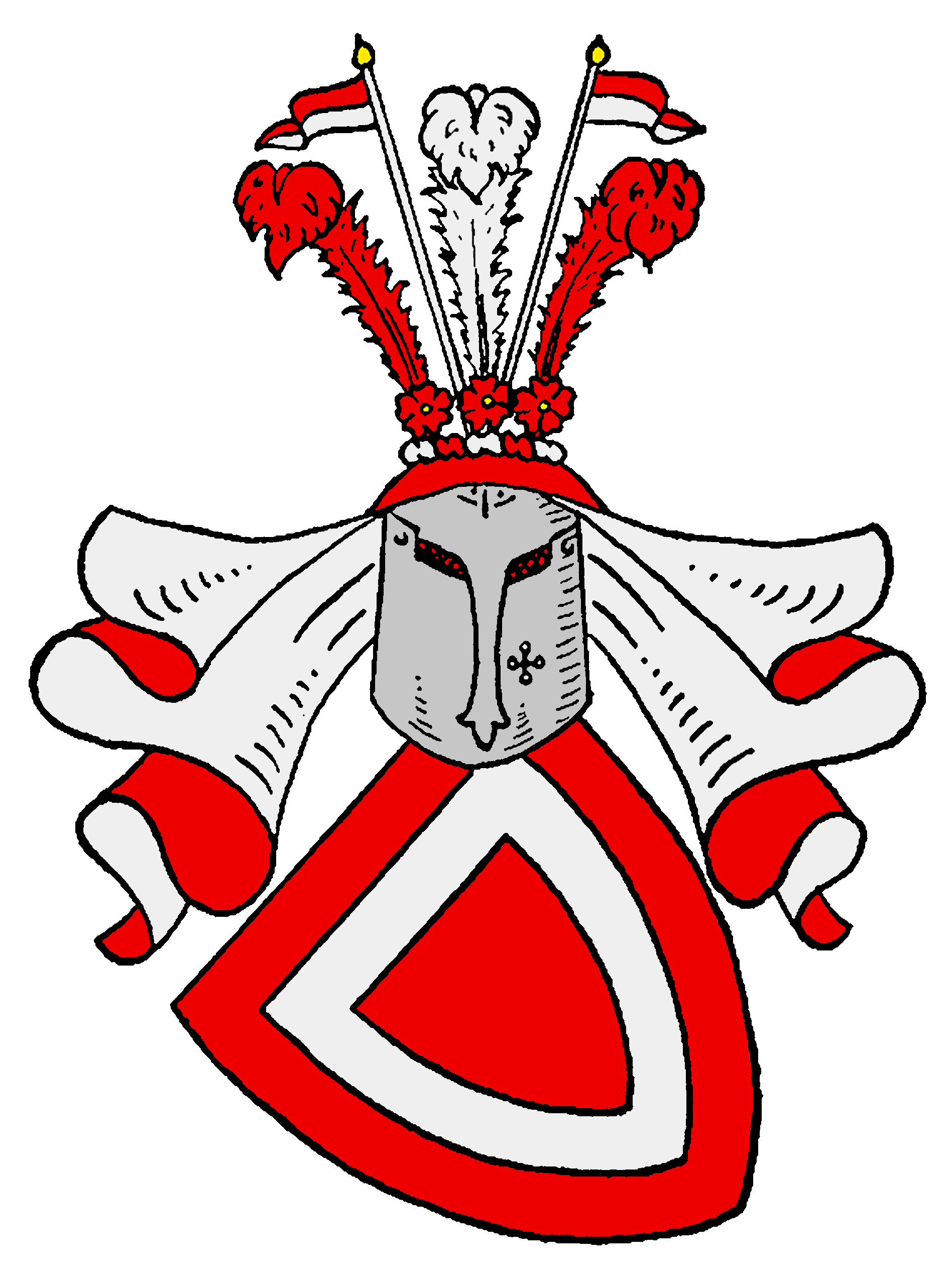
Wappen derer von Randow

Randow (früher Randau) ist der Name eines deutschen Adelsgeschlechts, das dem Uradel des Erzstiftes Magdeburg entstammt. Namensgebender Stammsitz der sich später weit verzweigenden Familie war die Burg Randau südlich von Magdeburg und westlich der alten Elbe, die vor dem Jahre 1012 den Hauptstrom des damaligen Grenzflusses bildete. Dorf und Gut Randau liegen heute östlich der Elbe auf dem Elbenauer Werder an dem inzwischen weitgehend ausgetrockneten Elbarm. Der Name Randau bedeutet am Rande einer Aue, eines Wassers. Die Schreibweise variiert im Laufe der Zeit zwischen Randau, Randaw und Randow.

## Geschichte

### Ursprung
Das Geschlecht erscheint urkundlich erstmals 1236 mit Thegenardus de Randowe, der wahrscheinlich seinen Rittersitz auf der Burg bzw. magdeburgischen Zollveste Randau hatte.
Die Familie breitete sich zunächst in Anhalt und im Erzbistum Magdeburg sowie in das Bistum Halberstadt aus. Dort sind bis etwa 1350 zahlreiche Randows als Ritter, Hofbesitzer, geistliche Herren oder Nonnen urkundlich erwähnt.
Die Zerstörung der Stammburg Randau im Jahr 1297 war das Resultat einer langjährigen Fehde des magdeburgischen Adels mit dem mächtigen Erzbischof und Landesherren von Magdeburg, Burchard II. von Blankenburg. Die Sage von der Ahnfrau der alten Burg Randau beschreibt dieses Ereignis sehr anschaulich. Reste der Burg sind als Bodendenkmal im Bereich des heutigen Ortes Randau „auf dem Göbs“ erhalten.

### Familienstämme
Im 14. Jahrhundert teilte sich die Familie in drei Stämme. Der I. und II. Stamm treten zuerst mit Arnold von Randow (urkundlich 1363–1397) auf. Arnold war Vogt zu Plaue und hielt Lehen in Redekin sowie zu Legen-Bellin, Groß-Wulkow und Langhusen, alle im späteren Kreis Genthin. Der III. Stamm trat etwa zur gleichen Zeit mit Hermann von Randow auf, der 1382 als Lehnshalter zu Zollchow im heutigen Landkreis Havelland beurkundet ist.

### Ausdehnung
Die ersten beiden Stämme blieben bis in das 17. Jahrhundert im Genthiner Land ansässig und mit einem Ast auch in Hornburg (heute Landkreis Wolfenbüttel). Sie starben nach dem Dreißigjährigen Krieg im Mannesstamm aus. Nur der III. Stamm besteht in zwei Linien bis heute fort. Er übernahm die Lehnsgüter der beiden anderen Stämme im damaligen Jerichower Land.

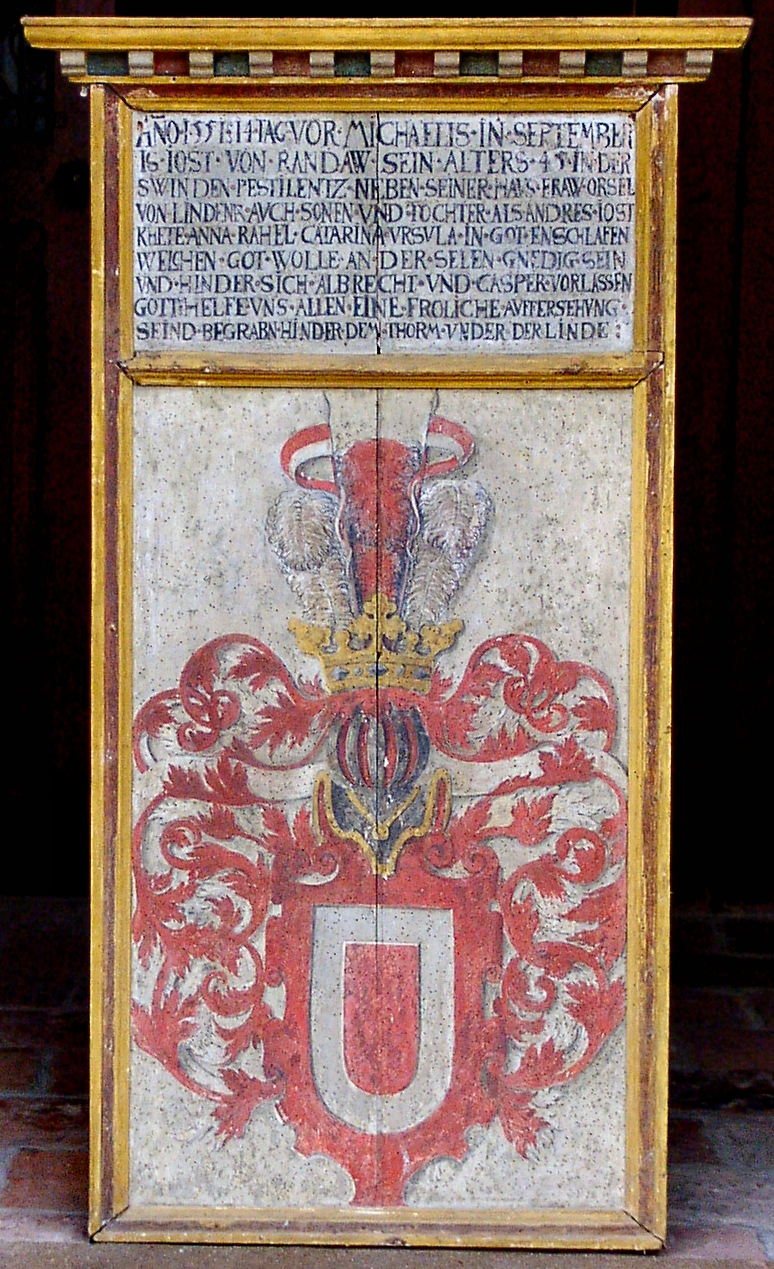
Epitaph für Jobst von Randow von 1552 in der Kirche von Loburg

#### Zwei Linien
Im 16. Jahrhundert teilte sich dieser Familienstamm, zu der Zeit in Loburg ansässig, in die beiden heutigen Linien. Ihre Stammväter waren Albrecht († 1605) und Caspar († 1610), die Söhne des Jobst von Randow. Caspars Sohn, Hans Caspar, ging Anfang des 17. Jahrhunderts als Kammerjunker der Prinzessin Anna Sophie von Anhalt, der späteren Herzogin von Brieg, nach Schlesien und wurde Stammvater der heutigen sog. „Schlesischen Linie“, die sich zuerst in Brieg niederließ, dann aber das Gut Bogschütz kaufte, wo sie das Schloss Randowhof baute.
Ein dreifacher Urenkel Albrechts, Christian Ernst, ließ sich gegen Ende des 18. Jahrhunderts in Mecklenburg nieder, nachdem sein Vater die alten Stammgüter Redekin, Bellin, Güssow und Zabakuck verkauft hatte. Er begründete so die sog. „Mecklenburgische Linie“ der Randows, die sich später nach Pommern und im 19. Jahrhundert auch nach England und in die USA ausbreiteten, wo noch wenige Nachkommen existieren. In Mecklenburg gehörten der Familie die Güter Grammow, Kowalz (Gemeinde Thelkow) und Greese (Gemeinde Lübow).

#### Randows in Brasilien...
Ein Abkömmling der schlesischen Randows, Adolph, wanderte Mitte des 19. Jahrhunderts mit drei Söhnen nach Brasilien aus und begründete damit einen sehr großen brasilianischen Familienzweig, der heute etwa viermal so viele Namensträger zählt wie die europäischen Randows. Viele von ihnen führen das (in Brasilien bedeutungslose) Adelsprädikat nicht mehr, und auch die Schreibweise des Namens hat sich – infolge fehlerhafter Aussprache und Analphabetismus – teilweise stark verändert (Rondow, Rondon, Vorondom und ähnliches).

#### … und Neuseeland
Ein neuseeländischer Ast der schlesischen Linie entstand nach dem Zweiten Weltkrieg, als zwei Söhne des Elgar von Randow sich mit ihrer Mutter dort niederließen.

## Wappen
Das Wappen zeigt in Rot einen silbern-geränderten roten Schild; in der Heraldikersprache auf rotem Grund ein silberner Innenbord. Auf dem Helm mit rot-silbernen Decken wachsen aus einem rot-silbernen Wulst, der wiederum mit drei roten Rosen bekrönt ist, drei Straußenfedern (rot, silber, rot), zwischen denen zwei jeweils nach außen wehende, rot über silber geteilte Fähnlein stehen. Häufig waren die Fähnchen auch silber über rot geteilt dargestellt.
Es besteht eine Wappenverwandtschaft zu den thüringischen von Haldeck, eine Stammesverwandtschaft ist nicht bekannt.

### Historische Wappenbilder

Siegel des Arnold von Randow, Urkunde von 1367
Siegel des Arnold von Randow (abgezeichnet)
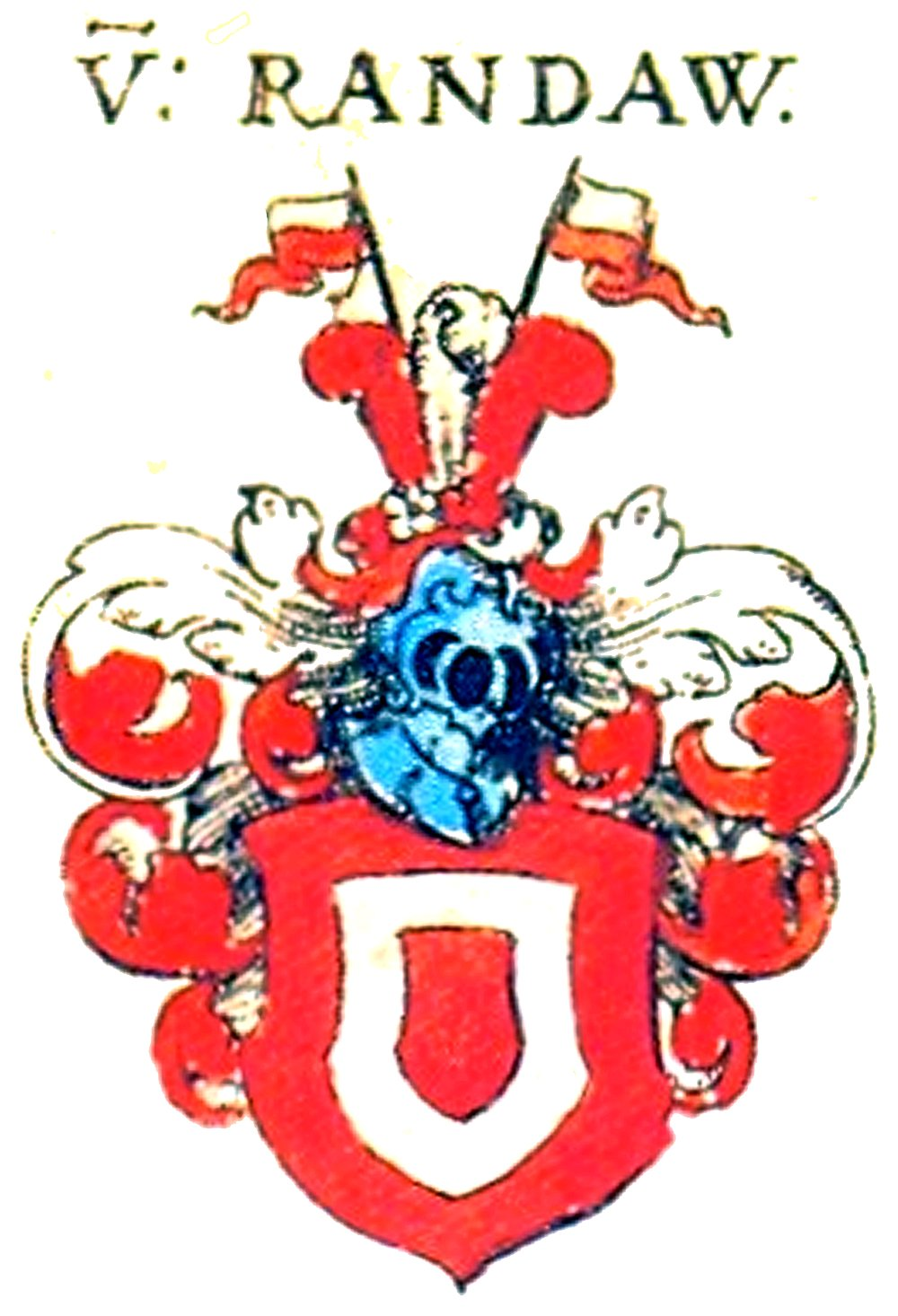
Wappen in Siebmachers Wappenbuch, 1605
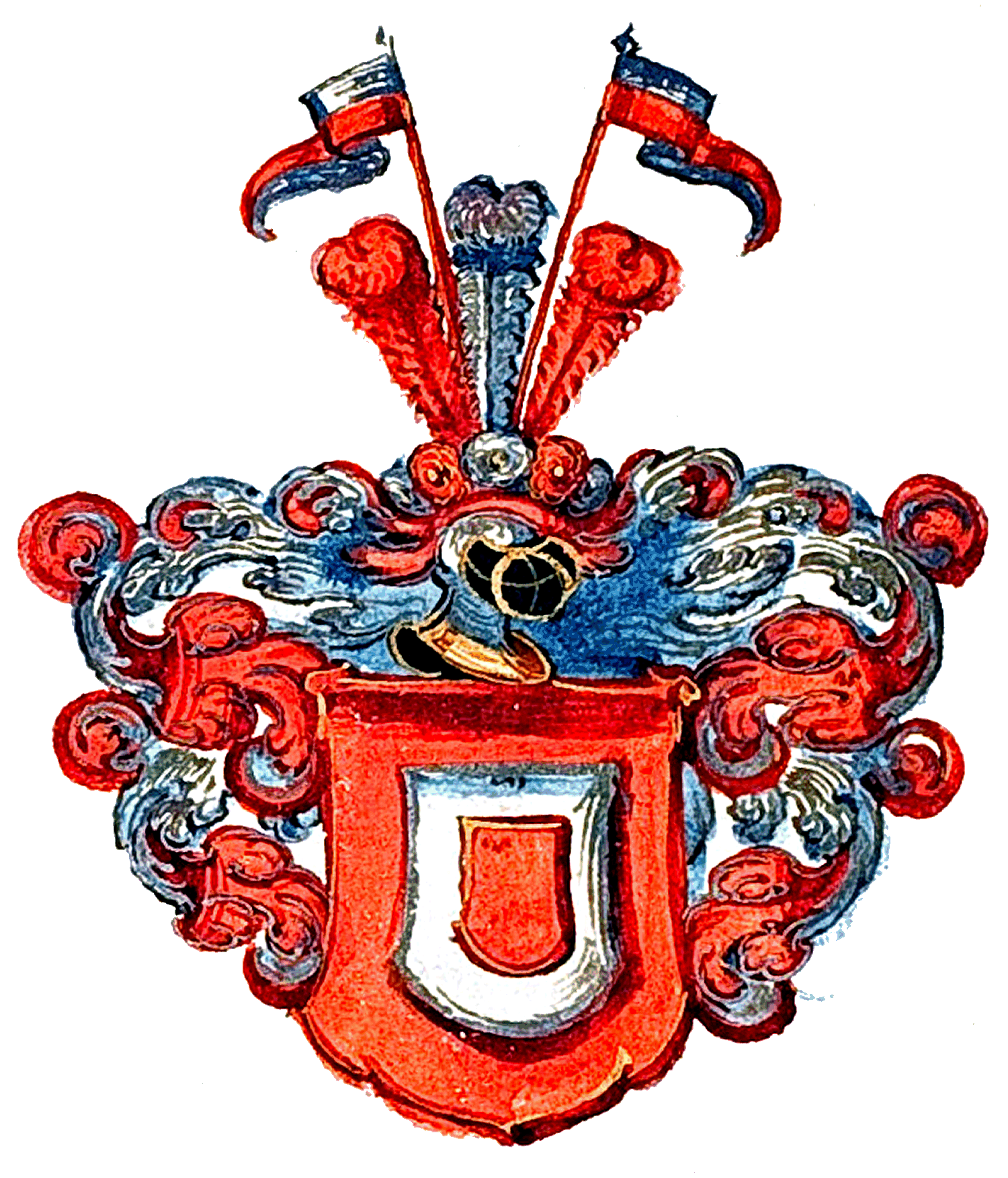
Wappen im Köthener Gesellschaftsbuch 1619
Abbildung im Wappenbuch von Leonhard Dorst 1847

## Gutsbesitz
Die Randows haben im Laufe ihrer Geschichte zahlreiche Güter besessen.
Sachsen-Anhalt (Jerichower Land)

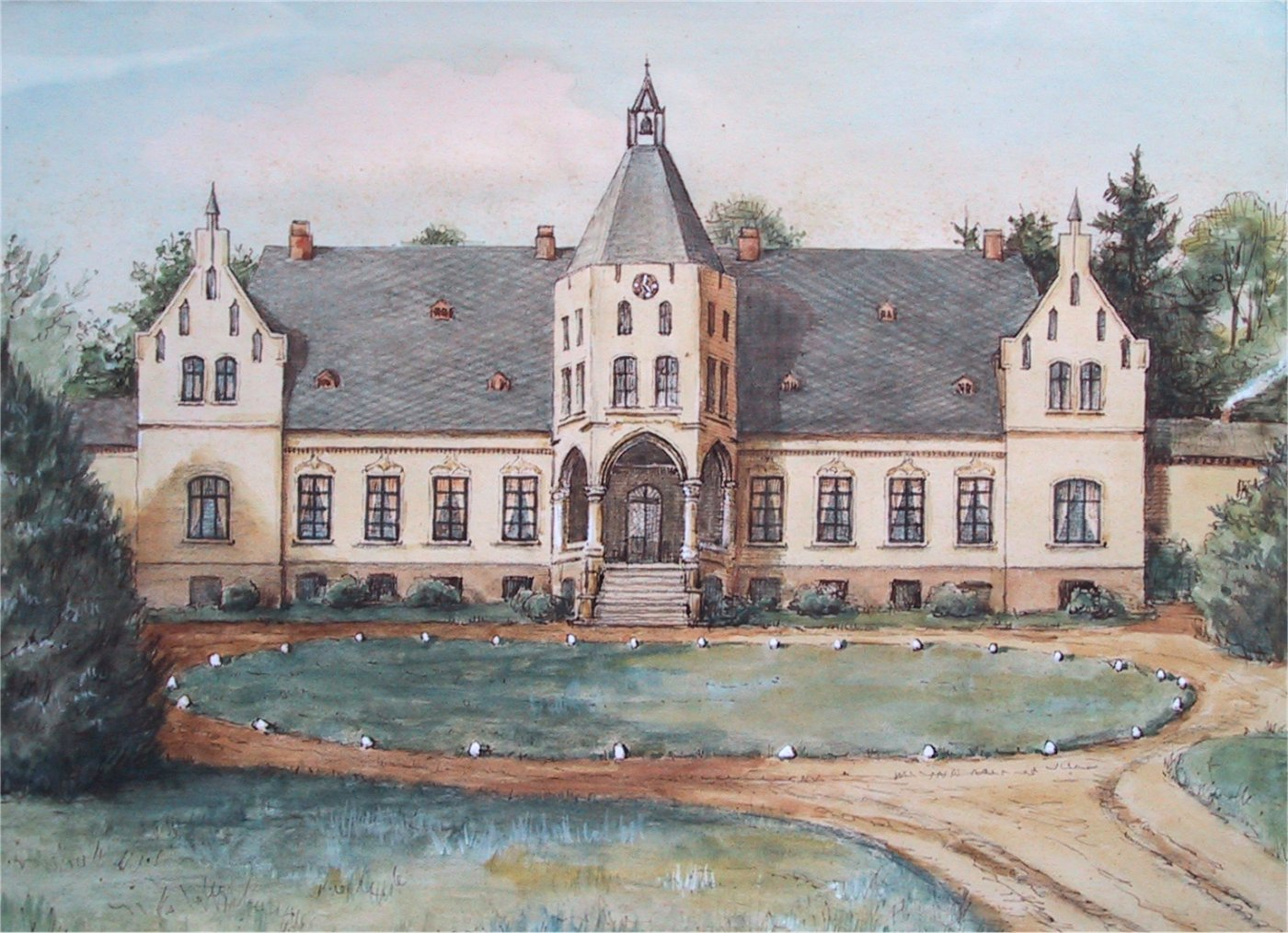
Herrenhaus Grammow

Redekin (1397–1763); Legen-Bellin (1397–1757); Groß-Wulkow (1397–…); Langhusen; Güssow (…–1763); Neuermark (1482–1601); Zabakuck (1477–1757); Zollchow (1382–1614); Ferchland; Schartau; Wörmlitz; Loburg; Padegrim; Möckern; Barleben (1530(?)–1602); Schattberge; Ringelsdorf; Schesiber.
Mecklenburg
Wendhof (1788–90); Grabenitz (1788–93); Poppentin (1788–93); Lansen (1793–98); Grammow (1832–1945); Neuhof (…-1845); Kowalz und Sophienhof bei Tessin (bis 1945); Greese bei Wismar (bis 1945).
Pommern
Kummin, Kr. Kammin; Dolgen, Kreis Dramburg; Brussendorf und Klein-Voldekow; Collin (1872–1935), Kr. Pyritz; Kloxin (1834–1929), Kr. Pyritz; Groß-Machmin, Kr. Stolp.
Schlesien

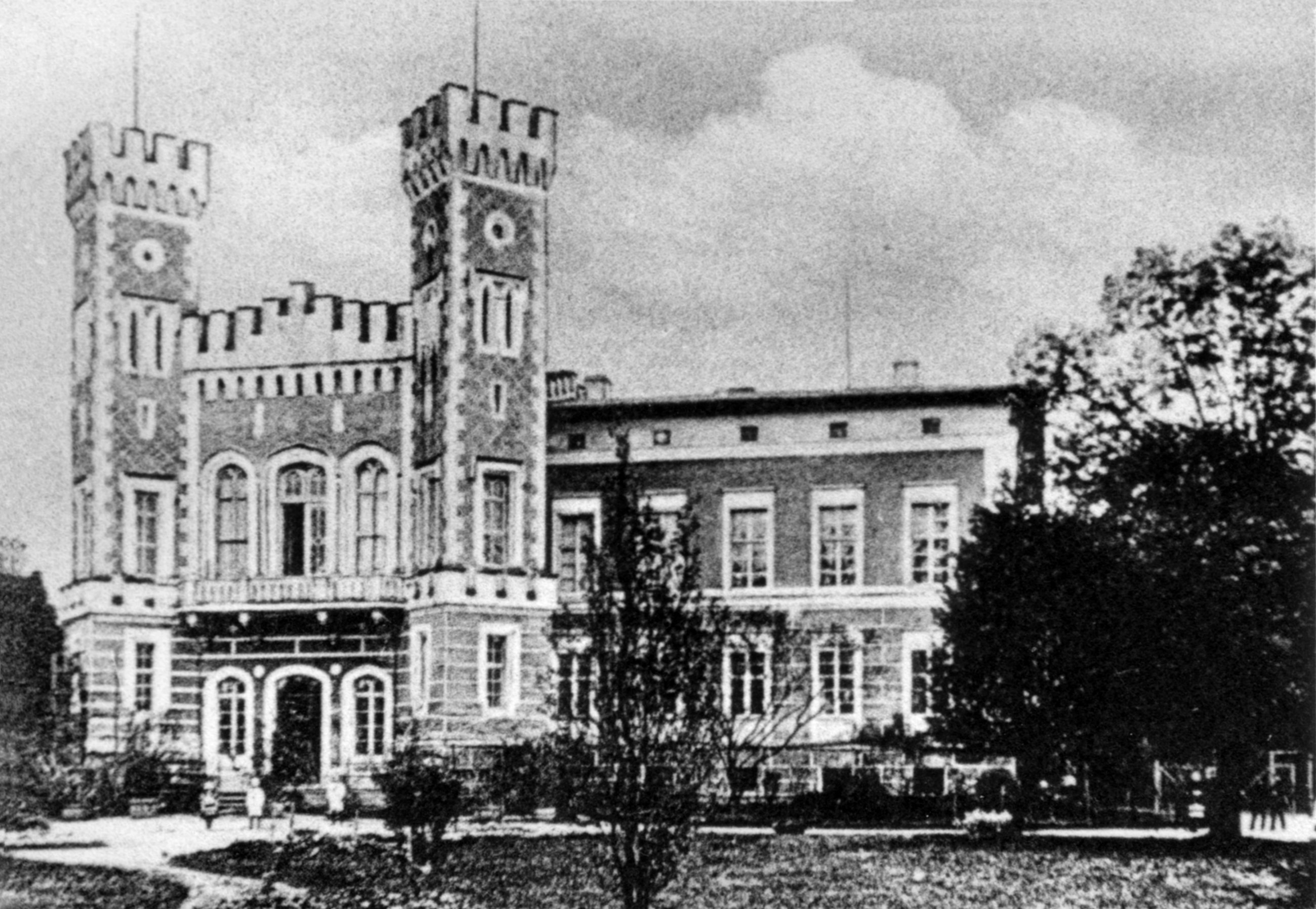
Herrenhaus Randowhof-Bogschütz

Neudorf bei Brieg; Polnisch Jägel; Bukowine, Landkreis Breslau; Bogschütz (Randowhof) und Damnig im Fürstentum Oels; Kreicke und Weigwitz bei Ohlau, Landkreis Breslau; Groß- und Klein-Wilkau, Landkreis Namslau; Ossen und Polnisch Ellguth, Landkreis Oels; Klein-Peiskerau, Landkreis Ohlau; Groß- und Klein-Pohlwitz bei Jauer; Krakowahne, Landkreis Trebnitz; Skotschine (1805); Schreibersdorf (bis 1807); Pangau, Landkreis Oels; Golkowitz, Landkreis Kreuzburg O.S.; Nauke und Stronn, Landkreis Oels; Stuben, Landkreis Wohlau.
Provinz Posen
Piechczyn (Hansdorf) bei Bromberg.

## Personen

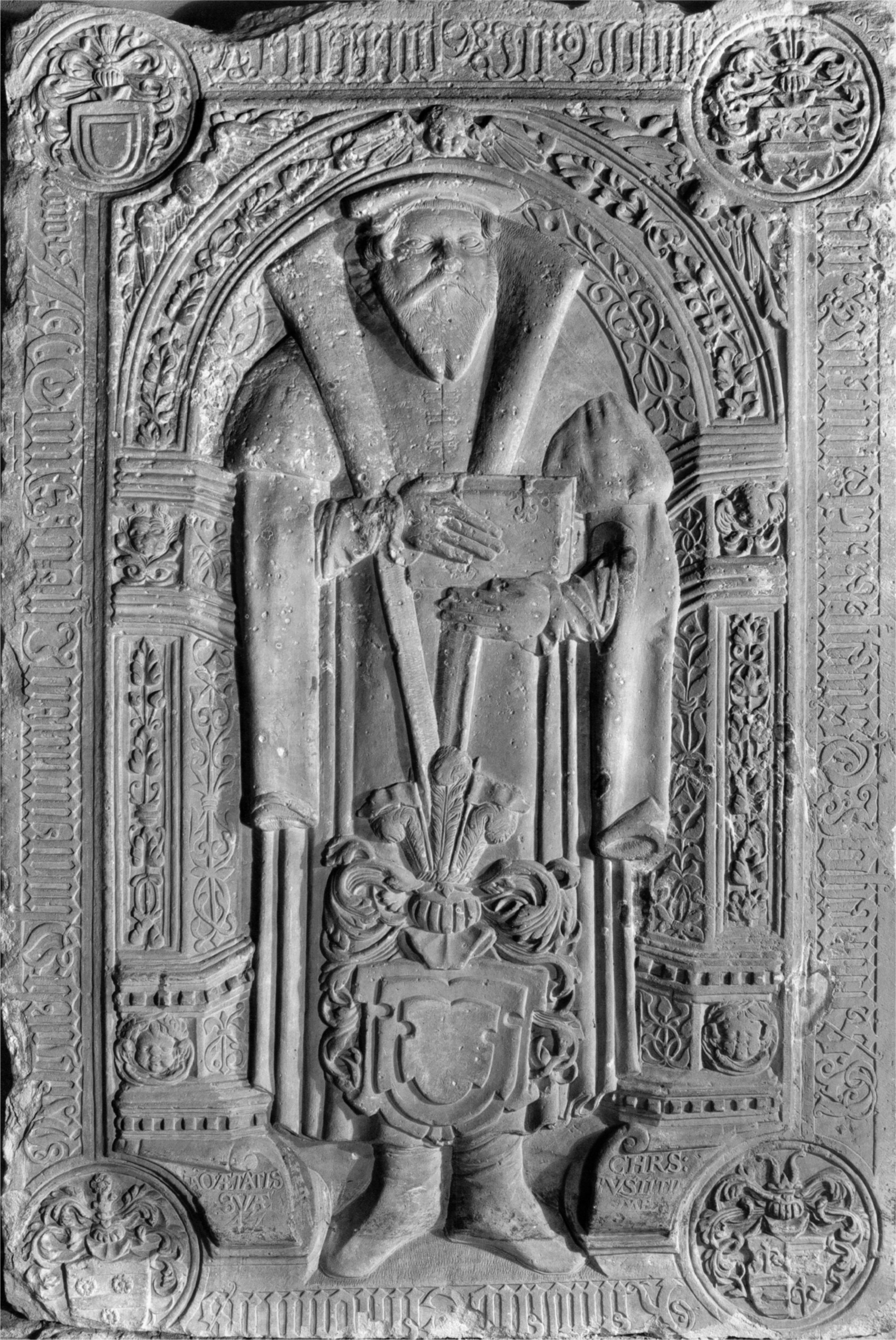
Grabplatte des Domherren Johann von Randow in der Redekin-Kapelle des Doms zu Magdeburg

- Adolf von Randow (1828–1911), Bildhauer, Bankier, Mitglied des Provinziallandtages der Rheinprovinz
- Adolph von Randow (1801–1891), preußischer Generalleutnant und Direktor des Großen Militärwaisenhauses in Potsdam
- Alfred von Randow (1879–1958), Oberst, 1919 Befehlshaber des Detachement von Randow (Freikorps) im Baltikum, Stifter des Deutschritter-Kreuzes
- Anton von Randow (1566–1616), Amtshauptmann von Alvensleben, Dreileben und Wanzleben
- Arnold von Randow (urkdl. 1363 bis 1397) Vasall und Vogt des Erzbischofs von Magdeburg
- Bär von Randow (1931–2017), Bratschist, Intendant des Siegerland-Orchesters, Abteilungsleiter WDR.
- Elgar von Randow (1904–1977), Diplomat
- Fritz von Randow (1908–1995), Dr. iur., Berufsoffizier, Major.
- Gero von Randow (* 1953), Publizist, Autor und Redakteur der Hamburger Wochenzeitung Die Zeit
- Hans von Randow († 1572), halberstädtischer Amtshauptmann zu Hornburg und Zilly
- Heinrich von Randow (1561–1621), Hofjunker, Hauptmann der Landsknechte, weltlicher Richter und Vogt des Domkapitels zu Magdeburg
- Heinrich von Randow (1797–1853), preußischer Offizier, Kommandeur des 5. Ulanen Regiments
- Heinz von Randow (1890–1942), Generalleutnant und Kommandeur der 21. Panzerdivision
- Hermann von Randow (1847–1911), königlich-preußischer Generalleutnant z. D., Schriftsteller
- Jobst von Randow (1506–1551), Letzter gemeinsamer Vorfahr aller heute lebenden Familienmitglieder
- Johann von Randow (1526–1572), Domherr zu Magdeburg
- Jost Andreas von Randow (* 1580), Mitglied der Fruchtbringenden Gesellschaft
- Mattheus von Randow, († 1512), Kantor, Senior und Prior des Prämonstratenserklosters der Burg Brandenburg.
- Matthias von Randow (* 1959), Hauptgeschäftsführer des Bundesverbandes der Deutschen Luftverkehrswirtschaft (BDL).
- Thomas von Randow (1921–2009), Mathematiker und Wissenschaftsjournalist
- Viktor von Randow (1856–1939), preußischer Generalleutnant

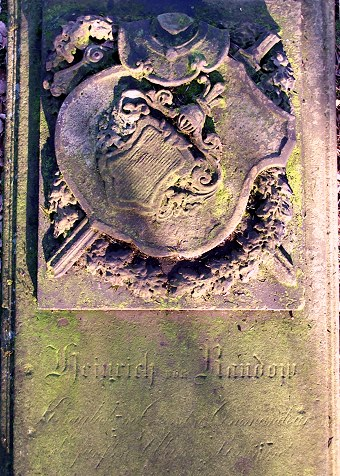
Grabstein des briefadeligen Heinrich von Randow (Friedhof Düsseldorf-Golzheim)

## Die briefadelige Familie von Randow
Nicht zu den uradeligen Randows zählte eine im 19. Jahrhundert ebenfalls in Schlesien (Groß Wilkawe, Kreis Trebnitz) begüterte briefadelige Familie von Randow. Sie erhielt ihren Adel 1804 in Form einer „gnadenweisen Adelserneuerung und -bestätigung“, nachdem ihr Stifter, der Königlich Preußische Landrat des Kreises Wielun in Südpreußen, Karl Benjamin Randow, seine Zugehörigkeit zu einer angeblichen „dritten Linie des alten magdeburgischen Geschlechts von Randow wahrscheinlich gemacht hatte“. Sie durfte daher auch dasselbe Wappen wie die uradeligen Randows führen, allerdings mit einem goldenen Rand. Die Familie ist inzwischen im Mannesstamme erloschen.